# 原文字

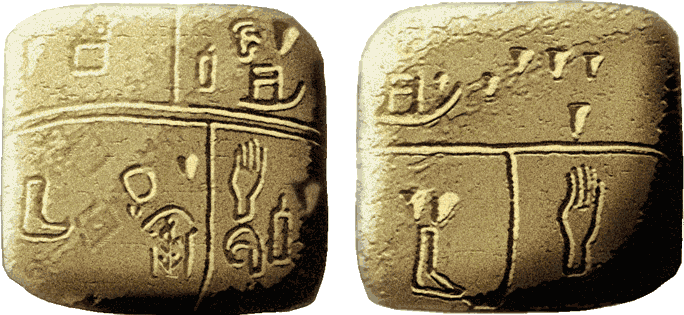
キシュの石版には、どの言語とも関係のない絵文字が描かれている。

原文字（げんもじ、英: Proto-writing）は、日本語の漢字や仮名文字など完全な文字体系に先立ち、絵文字や表意文字を使って物や考えないしは音を表現する、人類史初期の意思疎通の形態である。
これら体系は、新石器時代初期（紀元前七千年紀）、漢土や欧州南東部で発生した。有史以来の文字体系は記号によって書き手の言葉そのものを書き表すのに対し、表意文字か初期のニーモニック・シンボル、もしくはその両方を使って限られた概念を表現していた。

## 旧石器時代
2022年、ロンドンのアマチュア考古学者ベン・ベーコンおよびダラム大学とユニバーシティ・カレッジ・ロンドンの研究により、後期旧石器時代の洞窟壁画に描かれた点と線による"Y"のような記号が、太陰暦で動物の発情周期を示すために使われていたことが示唆された。欧州全土の400以上の洞窟で発見された印を、関連する動物の繁殖周期と比較したところ、洞窟壁画に描かれた動物が通常出産する月との相関が示された。 この印は2万年前のもので、他のどの文字体系よりも1万年も古い。

## 新石器時代

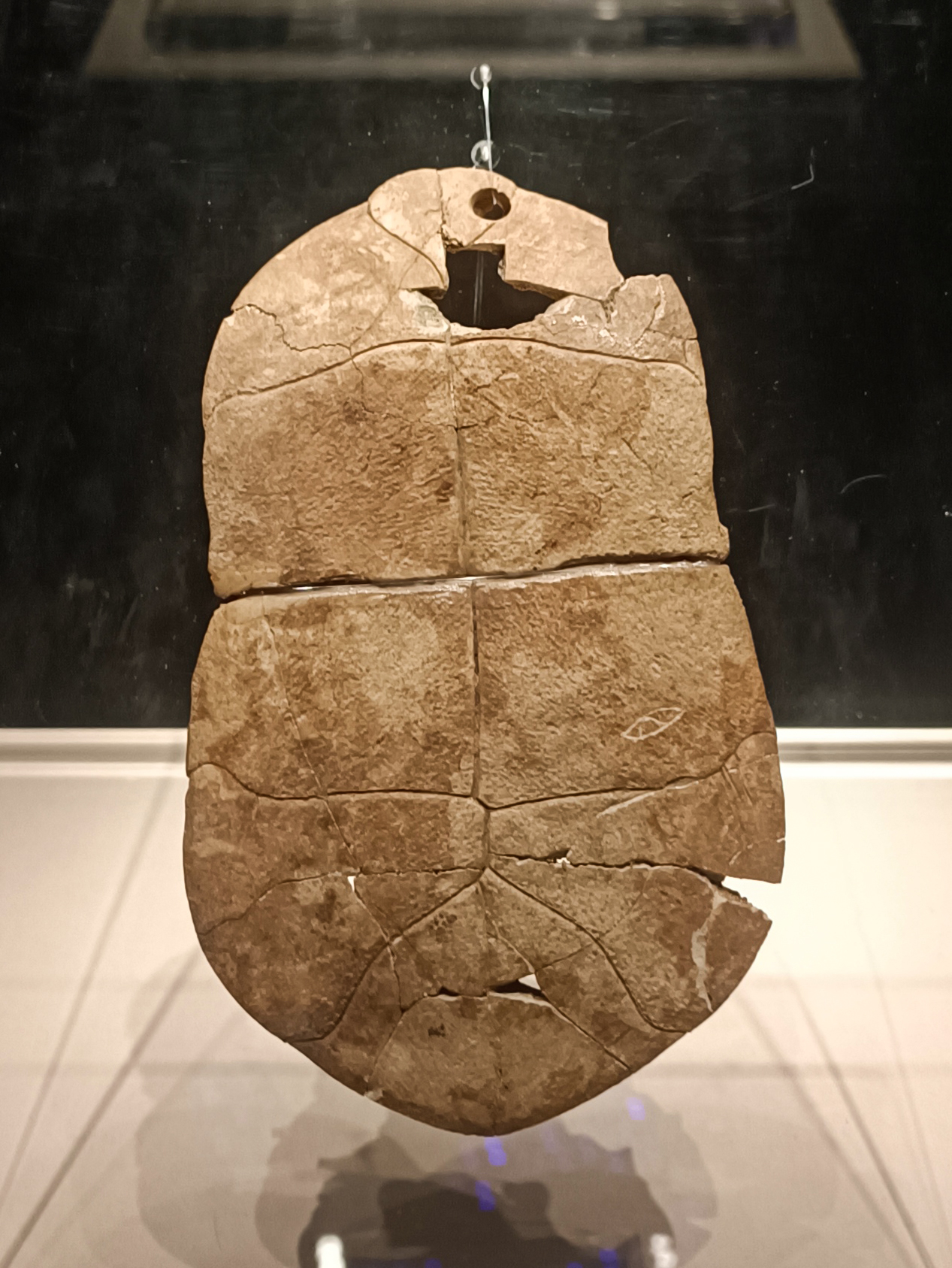
目のようなシンボルが刻まれた嘉湖産カメの胸甲

### 漢土
2003年、中国河南省北部の嘉湖で発掘された新石器時代の墓24基から、16字の記号が刻まれた亀の甲羅が発見された。 放射性炭素年代測定法により、碑文の年代は紀元前7千年紀とされた。 一部の考古学者によると、このシンボルは、紀元前1200年頃に初めて証明された神託の骨の碑文と類似しているという。一方で、また、礁湖の貝殻に見られるような単純な幾何学模様は、原文字とは結びつけることはできないと主張し、この主張を十分に立証できないとして却下する者もいる。

### 南東欧

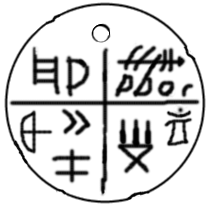
紀元前5300年頃に作られたタルタリア・タブレットのひとつ、粘土のお守り。

ヴィンチャ文字（前6～5千年紀）は、前7千年紀に最初に証明された単純な記号の進化形である。 時間の経過とともに、記号は徐々に複雑になり、最終的にタルタリア・タブレット（前5300年頃）に至った。

## 銅器・初期青銅器時代
前3600-3200年の間、肥沃な三日月地帯の原文字は、徐々に楔形文字に進化していき、史上初めて成熟した文字体系を作り上げた。

### メソポタミア
キシュの粘土板（紀元前3500年頃）は、シュメル人の原楔形文字の成長を示す好例である。前4千年紀終盤までに、この記号体系は会計記録の方法へと進化し、丸い形の尖筆を柔らかい粘土に様々な角度で押し付けて記録する技術が確立、粘土板や会計用トークンに数字を記すようになった。これは、何が数えられているかを示すために鋭い尖筆を用いた絵文字による記述で徐々に補強されてゆく。本格的な文字体系への移行期は、ジェムデト・ナスル期（紀元前3100年頃～紀元前2900年頃）を待つ。

### エジプト
ヒエログリフの起源においても同様の発展が見られました。定説では、ヒエログリフは「楔形文字の少し後に現れ、おそらく後者の影響下で発明された」と考えられているが、一方で、「そのような直接的な影響の証拠は薄弱なままである」こと、そして「エジプトにおける文字の独立した発展についても非常に説得力のある議論ができる」ことも指摘されている。

## 青銅器時代

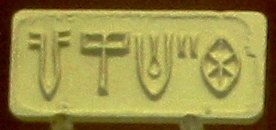
典型的な「インダス文字」の印章で、5文字の「銘文」を示す。

青銅器時代、古代近東の文化は熟達した文字体系を持っていたことが知られているが、欧州、南亜、漢土といった青銅器時代の影響を受けた辺境の地域は、原初的な文字の段階にとどまっていた。
漢字は前14世紀から前11世紀頃の青銅器時代、甲骨文字に起源がある。一方、印欧の記号体系は絶滅し、鉄器時代にセム系のアブジャドに取って代わられた。

### 南亜
前4千年紀終盤には、インダス文明でインダス文字が出現した。

### 欧州
ギリシャ文明の線文字A、線文字B、クレタ文字を除き、初期の近東における文字体系は欧州（青銅器時代）にはついに伝わらなかった。欧州の文字体系が発達するのは鉄器時代で、フェニキア文字から派生する形で生まれた。
一方で、青銅器時代の出土物に象形が刻まれている事例が多々あり、原始的な文字の存在が主張されてもいる。特に前2千年紀後半の鐘状ビーカー文化から派生した青銅器時代中欧の文化が興味深い。骨壺墓地文化に関連する青銅の鎌、特にフランクレーベンの出土品から大量に発見されたいわゆる"knob-sickles"の刻印の解釈について、Sommerfeld (1994)が論じている。ゾンマーフェルドは、これらの記号を太陰暦の数字と解釈した。

## 原文字のその後
青銅器時代以降も、いくつかの文化圏では、文字が使われるようになる前の中間段階として、初期の文字体系が引き続き使用されていた。数人の中世の著者が言及した「スラブ・ルーン文字」（7～8世紀）は、その一例だったのかもしれない。もうひとつの例は、アラスカ文字（1900年頃）が開発される前にユッピック族の言語学者ウヤクによって考案された絵文字である。

### アフリカの鉄器時代

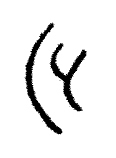
ンシビディ文字で「ようこそ」

ンシビディ文字とは、現在のナイジェリア南東部に固有の象形文字のである。正確な発祥の年代はまだ一般に認められていないが、ほとんどの研究者は、最古のシンボルの使用は5世紀から15世紀の間にさかのぼるという見解で一致している。カラバッシュ（瓢簞）から入れ墨、壁の衣装に至るまでいたるところに用いられた。ンシビディ文字はエコイド諸語やイグボイド諸語にも使われており、アロ族は使者の体にNsibidiのメッセージを書くことで知られている。

## その他
Template:Columnslist